# Worlds Edge Mountains
De Worlds Edge Mountains is een bergketen in het spel Warhammer.

## Ligging
De Worlds Edge Mountains lopen van aan de Chaos Waste in het noorden tot bijna aan de oerwouden in het zuiden van de Oude Wereld. Het is de oostgrens van Kislev en The Empire. Verder naar het zuiden komt er dan een aanknopingspunt met de Black Mountains die de zuidgrens van The Empire vormen. Achter de Black Mountains liggen de Border Princes en de Badlands, het land van de ondoden. Langs de andere kant liggen de vlakten waar de Chaos Dwarfs heersen.

## Betekenis
Omdat deze bergketen de oostgrens is van de menselijke wereld, werd de naam de bergen aan het einde van de wereld genoemd.

## Inwoners
Een van de eerste inwoners van deze bergen waren de Dwergen. Nu zijn de volgende dwergenburchten nog bewoond: Karak Kadrin, Zhufbar, Karaz-A-Karak en Karak Azul. Hiernaast zijn er veel dwergensteden verloren aan Orcs en Skaven (Karak Azgal, Karak Eight Peaks, Karak Drazh, Karak Varn, Mount Gunbad, Karak Ungor en Karak Vlag.

## Passen
Er zijn een aantal passen die gebruikt worden om de Worlds Edge Mountains te doorkruisen. Vroeger werden deze door de dwergen gebruikt voor hun handel. Tegenwoordig is de handel schaars zeker via de noordelijke passen. De meeste van deze passen moeten nu bewaakt worden tegen invasies van Orcs & Goblins.
De meest noordelijke is de High Pass die Praag verbindt met de Skull Road.
Vervolgens is er Peak Pass die beschermd wordt door de dwergenburcht Karak Kadrin. Tijdens de Storm of Chaos probeerde een Chaos leger onder leiding van Vardek Crom langs deze pas The Empire binnen te vallen om zo een tweede front te openen. Ungrim Ironfist slaagde erin om ze tegen te houden tot de Chaos Dwarfs zich aan de zijde van Crom schaarden.
Vanuit Karaz-A-Karak vertrekt de Silver Road naar de oostelijke landen. Recent is door Koning Alrik Ranulfsson een deel van de weg weer veilig gemaakt door zijn aanval op Mount Gunbad.
Hieronder ligt de Mad Dog Pass. Sinds de wachttoren in handen van de Orcs zijn gevallen is deze pas ook niet meer veilig.
De laatste pas is Death Pass die vroeger de stad van Barak Varr verbond met het oosten. Maar sinds Karak Drazh is ingenomen door Orcs is deze handelsroute in onbruik geraakt.

## Vulkanen en Meren
De Worlds Edge Mountains herbergen ook enkel vulkanen, de meest bekende zijn Karag Dron (Thunder Mountain), Karag Haraz (Fire Mountain), Karag Orrud (Red Cloud Mountain) en Doom Mountain.
De grootste meren in dit gebergte zijn de Mortis Tarn, The Sour Sea die uitmondt in de Bitter Sea en het Black Water meer.